# Леви, Сара
Са́ра Ле́ви (англ. Sarah Levy; род. 10 сентября 1986, Торонто) — канадская актриса

.

## Ранние годы
Сара Леви родилась 10 сентября 1986 года в Торонто, провинция Онтарио, Канада, в семье актёра Юджина Леви и продюсера и сценариста Деборы Дивайн. У неё есть старший брат — Дэн Леви (род. 1983), актёр. Она окончила Зал Бранксома, независимую дневную школу-пансион для девочек, и изучала театральное искусство в Университете Далхаузи.

## Карьера
В 2005 году Леви работала ассистенткой своего отца на съёмках фильма «Оптом дешевле 2». В 2011 году она дебютировала как актриса, появившись в эпизоде телесериала «XIII» и фильме «Ларри Краун».
С 2015 по 2020 год Леви играла Твайлу Сэндс в ситкоме «Шиттс Крик», созданном её отцом и братом. Роль принесла ей несколько номинаций и наград различных телепремий, в том числе премию Гильдии киноактёров США за лучший актёрский состав в комедийном сериале.

## Личная жизнь
С 16 октября 2021 года Леви замужем за актёром Грэмом Аутербриджем. У супругов есть сын: Джеймс Юджин Аутербридж (род. 5 июля 2022).

## Фильмография
| Год       |     | Русское название               | Оригинальное название    | Роль           |
| --------- | --- | ------------------------------ | ------------------------ | -------------- |
| 2005      | ф   | Оптом дешевле 2                | Cheaper by the Dozen 2   | [ комм. 1 ]    |
| 2011      | с   | XIII                           | XIII: The Series         | библиотекарь   |
| 2011      | ф   | Ларри Краун                    | Larry Crowne             | Эли            |
| 2012      | кор | Заявитель                      | The Applicant            | Лола           |
| 2013      | кор | Соседи по комнате              | Roomies                  | Бриджет        |
| 2014      | с   | Работа на Энгельсов            | Working the Engels       | Айрин Хоровиц  |
| 2015—2020 | с   | Шиттс Крик                     | Schitt’s Creek           | Твайла Сэндс   |
| 2016      | с   | Баронесса фон Скетч-шоу        | Baroness von Sketch Show | Дженис         |
| 2019      | кор | Мышление победителя            | The Winner Mindset       | Лиза Джи       |
| 2019      | с   | Авто Пэтти                     | Patty’s Auto             | Дженна         |
| 2019      | тф  | Лучшие намерения               | Best Intentions          | Бекки Фистик   |
| 2020      | в   | Дорогие выпускники 2020 года   | Dear Class of 2020       | Твайла Сэндс   |
| 2020      | с   | Вместе мы — ух, сила           | United We Fall           | Кендра         |
| 2021      | с   | Всем встать                    | All Rise                 | Дебби Дейнс    |
| 2021      | с   | Истории о доброте              | Stories of Kindness      | —              |
| 2021      | ф   | Социальное дистанцирование     | Distancing Socially      | Хлоя           |
| 2021—2025 | с   | Сюрреалистическая недвижимость | SurrealEstate            | Сьюзан Айеленд |
| 2023      | с   | Праздничная смена              | The Holiday Shift        | Сьюзан         |
| 2025      | ф   | Обезьяна                       | тётя Айда                |                |

## Награды и премии
| Год  | Премия                         | Категория                                              | Работа     | Результат |
| ---- | ------------------------------ | ------------------------------------------------------ | ---------- | --------- |
| 2019 | Летняя кинопремия IGN          | Лучший актёрский состав в телесериале                  | Шиттс Крик | Номинация |
| 2020 | Летняя кинопремия IGN          | Лучший актёрский состав в телесериале                  | Шиттс Крик | Победа    |
| 2020 | Канадская кинопремия           | Лучшая женская роль второго плана в комедийном сериале | Шиттс Крик | Номинация |
| 2020 | Премия Гильдии киноактёров США | Лучший актёрский состав в комедийном сериале           | Шиттс Крик | Номинация |
| 2021 | Премия Гильдии киноактёров США | Лучший актёрский состав в комедийном сериале           | Шиттс Крик | Победа    |